# 韓𧨳
韓𧨳（？—？），五胡十六国南燕慕容超的尚书仆射。
后燕时韓𧨳为慕容德别驾，南燕建立後，韓𧨳为尚书。当时鲜卑贵族占有大量农民为荫户，有的百室合户，有的千丁共籍，不纳赋役。他建议严加检察，将隐冒荫户纳为国家的编户齐民。慕容德采纳他的谏言。派他巡查郡县核实。又派大将慕容镇率领三千骑兵巡守边境，防止荫户外逃。韓𧨳搜括荫户五万八千余户。他为人公正廉明，巡行地方，不骚扰百姓。慕容超即位，不理朝政，专门游猎，韓𧨳上谏，慕容超不听。410年，东晋刘裕攻打南燕广固，他的哥哥韩范投降，韓𧨳忠贞不二。正月初一，魏夫人从慕容超登广固城，见东晋大军之盛，握住慕容超的手，相对而泣。韓𧨳说“陛下遭百六之会，正是勉强之秋，而反对女子悲泣，何其鄙也！”慕容超拭目道歉。